# Reta Shaw
Reta Shaw (* 13. September 1912 in South Paris, Maine; † 8. Januar 1982 in Encino, Kalifornien) war eine US-amerikanische Schauspielerin.

## Leben
Shaw wuchs als Tochter eines Orchesterleiters in Neuengland auf. Sie erhielt eine künstlerische Ausbildung und trat in jungen Jahren als Sängerin auf, arbeitete aber auch in mehreren nicht-künstlerischen Berufen. In den 1940er-Jahren fokussierte sie sich auf die Schauspielerei und spielte ab dieser Zeit in mehreren Produktionen am Broadway, darunter Annie Get Your Gun und Gentlemen Prefer Blondes. In William Inges preisgekröntem Theaterstück Picnic spielte sie die Rolle der Irma Kronkite, die sie auch 1955 in der Verfilmung Picknick an der Seite von William Holden und Kim Novak erneut darstellte.
In den 1950er-Jahren begann Shaw in verschiedenen Fernseh- und Filmproduktionen aufzutreten, einen ihrer frühen Auftritte hatte sie 1953 in der Fantasy-Fernsehsendung Johnny Jupiter. Die Schauspielerin war zu diesem Zeitpunkt bereits über 40 Jahre alt, etwas übergewichtig und grauhaarig, sodass sie vor allem als Charakterdarstellerin in prägnanten Nebenrollen eingesetzt wurde. Oftmals spielte sie stark wirkende oder schlagfertige Frauen, etwa Hausangestellte, Nachbarinnen, Krankenschwestern oder ältere Verwandte der Hauptfigur. Eine der in Deutschland wohl bekanntesten Rolle von Shaw ist die der „Mrs. Brill“ in der oscarprämierten Kinderbuchverfilmung Mary Poppins; an der Seite von Julie Andrews, David Tomlinson, Glynis Johns verkörperte sie die Köchin der Familie Banks, die von dem fliegenden Kindermädchen aufgesucht wird.
Die Schauspielerin war in vielen Kinoklassikern der 1950er- und 1960er-Jahre zu sehen, so zum Beispiel Picknick im Pyjama mit Doris Day (wie zuvor bei Picknick hatte sie ihre Rolle bereits zuvor am Broadway gespielt), Alle lieben Pollyanna mit Hayley Mills und Jane Wyman, Dreimal nach Mexiko mit Frank Sinatra und Deborah Kerr und vielen weiteren Filmen. Für die deutschsprachigen Fassungen wurde sie zumeist von Erna Haffner synchronisiert.
Shaw war jedoch nicht nur im Film präsent, vor allem im Fernsehen bewies sie ihr Talent als Komödiantin. Im Laufe ihrer über zwanzig Jahre dauernden Karriere trat sie sehr oft in Fernsehserien auf. Dazu zählen Alfred Hitchcock präsentiert, The Dick Van Dyke Show, The Lucy Show, Verliebt in eine Hexe, The Odd Couple mit Jack Klugman und Tony Randall, Bezaubernde Jeannie sowie Date with the Angels mit Betty White. In der Serie Der Geist und Mrs. Muir hatte sie von 1968 bis 1970 als Haushälterin Martha Grant eine der Hauptrollen inne.
Sie wirkte außerdem an gleich zwei Fernsehadaptionen des Kinoklassikers Meet Me in St. Louis mit, außerdem an mehreren Kino- und Fernsehprojekten mit Bob Hope. Sie arbeitete auch mit weiteren amerikanischen Komikergrößen wie Lucille Ball, Red Skelton und Andy Griffith. Ihren letzten Auftritt hatte sie 1975 in dem Disney-Science-Fiction-Film Die Flucht zum Hexenberg mit Eddie Albert und Ray Milland. Reta Shaw starb im Januar 1982 im Alter von 69 Jahren.

## Filmografie (Auswahl)
- 1953: Johnny Jupiter (Fernsehserie, mind. 3 Folgen)
- 1953–1955: Mister Peepers (Fernsehserie, mind. 6 Folgen)
- 1955: Picknick (Picnic)
- 1956: Alfred Hitchcock präsentiert (Alfred Hitchcock Presents, Fernsehserie, Folge 1x38)
- 1957: Überall lauert der Tod (Man Afraid)
- 1957: Befiehl du deine Wege (All Mine to Give)
- 1957: Picknick im Pyjama (The Pajama Game)
- 1957, 1961: The Real McCoys (Fernsehserie, 2 Folgen)
- 1958: Immer Ärger mit den Frauen (The Lady Takes a Flyer)
- 1958–1959: The Ann Sothern Show (Fernsehserie, 9 Folgen)
- 1959: Meet Me in St. Louis (Fernsehfilm)
- 1960: Alle lieben Pollyanna (Pollyanna)
- 1960: Ein Playboy hat’s schwer (The Tab Hunter Show, Fernsehserie, 10 Folgen)
- 1961: Geständnis einer Sünderin (Sanctuary)
- 1961: Junggeselle im Paradies (Bachelor in Paradise)
- 1962: Outlaws (Fernsehserie, Folge 2x13)
- 1962: Oh! Those Bells (Fernsehserie, 13 Folgen)
- 1962, 1964: The Andy Griffith Show (Fernsehserie, 2 Folgen)
- 1962, 1965: Meine drei Söhne (My Three Sons, Fernsehserie, 2 Folgen)
- 1964: Staatsaffären (A Global Affair)
- 1964: Mary Poppins
- 1964–1972: Verliebt in eine Hexe (Bewitched, Fernsehserie, 4 Folgen)
- 1965: Das Schlafzimmer ist nebenan (That Funny Feeling)
- 1965: Dreimal nach Mexiko (Marriage on the Rocks)
- 1965: Tod in Hollywood (The Loved One)
- 1965: Verschollen zwischen fremden Welten (Lost in Space, Fernsehserie, Folge 1x15)
- 1965: The Dick Van Dyke Show (Fernsehserie, Folge 5x14)
- 1965–1970: The Red Skelton Show (Fernsehserie, 7 Folgen)
- 1966: The Ghost and Mr. Chicken
- 1966: Paris ist voller Liebe (Made in Paris)
- 1966: Meet Me in St. Louis (Fernsehfilm)
- 1966: Tennisschläger und Kanonen (I Spy, Fernsehserie, Folge 2x13)
- 1967: Solo für O.N.C.E.L. (The Man from U.N.C.L.E., Fernsehserie, Folge 3x17)
- 1968: Bezaubernde Jeannie (I Dream of Jeannie, Fernsehserie, 3 Folgen)
- 1968: FBI (The F.B.I., Fernsehserie, Folge 4x13)
- 1968–1970: Der Geist und Mrs. Muir (The Ghost & Mrs. Muir, Fernsehserie, 50 Folgen)
- 1972: So ein Affentheater (Me and the Chimp, Fernsehserie, Folge 1x01)
- 1973: Barnaby Jones (Fernsehserie, Folge 2x02)
- 1973: Notruf California (Emergency!, Fernsehserie, Folge 3x06)
- 1973: Männerwirtschaft (The Odd Couple, Fernsehserie, Folge 4x11)
- 1973: Cannon (Fernsehserie, Folge 3x15)
- 1974: Happy Days (Fernsehserie, Folge 1x09)
- 1975: Die Flucht zum Hexenberg (Escape to Witch Mountain)